# Streets of New York
Streets of New York es el título de un álbum realizado por Willie Nile además de un puñado de canciones realizadas por una serie de cantantes incluido Nile, The Wolfe Tones, Alicia Keys, Kool G Rap & DJ Polo y Terror Squad. 
La versión de The Wolfe Tones llegó a ser número uno en las listas de éxitos de los años 1980 y es todavía cantada en sus actuaciones. Escrita por Liam Reilly, esta versión cuenta la historia de un irlandés-americano, oficial de policía en Brooklyn, y como llega a vivir en Nueva York.
- Datos: Q7623149